# Phalaenostola eumelusalis
Phalaenostola eumelusalis là một loài bướm đêm thuộc họ Noctuidae. Nó được tìm thấy ở New Brunswick, North Dakota và South Dakota tới Maine, phía nam đến Georgia và Iowa. Ở phía bắc it cũng được tìm thấy ở Saskatchewan.
Sải cánh dài khoảng 25 mm. Con trưởng thành bay từ tháng 5 đến tháng 8. There seem to be two generations per year.
Ấu trùng ở dưới lá chết.